# منتسکیو (اسپانیا)
منتسکیو (به اسپانیایی: Montesquiu) یک شهرستان در اسپانیا است که در بارسلون واقع شده‌است.

## خصوصیات
منتسکیو ۴٫۹ کیلومترمربع مساحت و ۸۶۱ نفر جمعیت دارد و ۷۲۸ متر بالاتر از سطح دریا واقع شده‌است.